# American Woman Suffrage Association

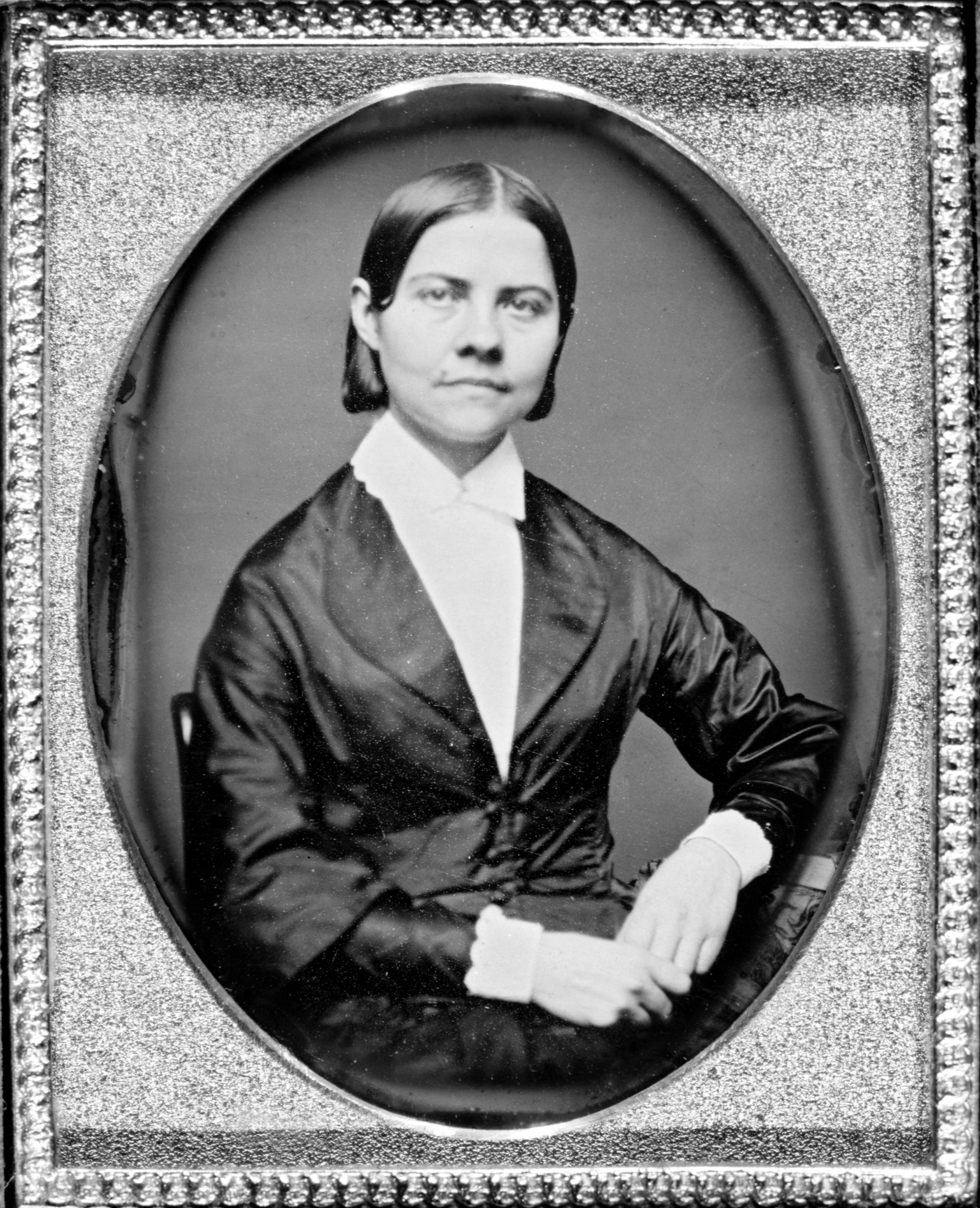
Daguerréotype de Lucy Stone, féministe et abolitionniste américaine.

L'American Woman Suffrage Association (AWSA) (Association pour le suffrage des femmes américaines) était une association américaine féministe fondée en novembre 1869.
Elle est créée par Lucy Stone et son mari Henry Browne Blackwell,.
Basée à Boston, elle fusionne en 1890 avec la National Woman Suffrage Association (NWSA) pour former la National American Woman Suffrage Association (NAWSA),,,.